# 스티브 크로커

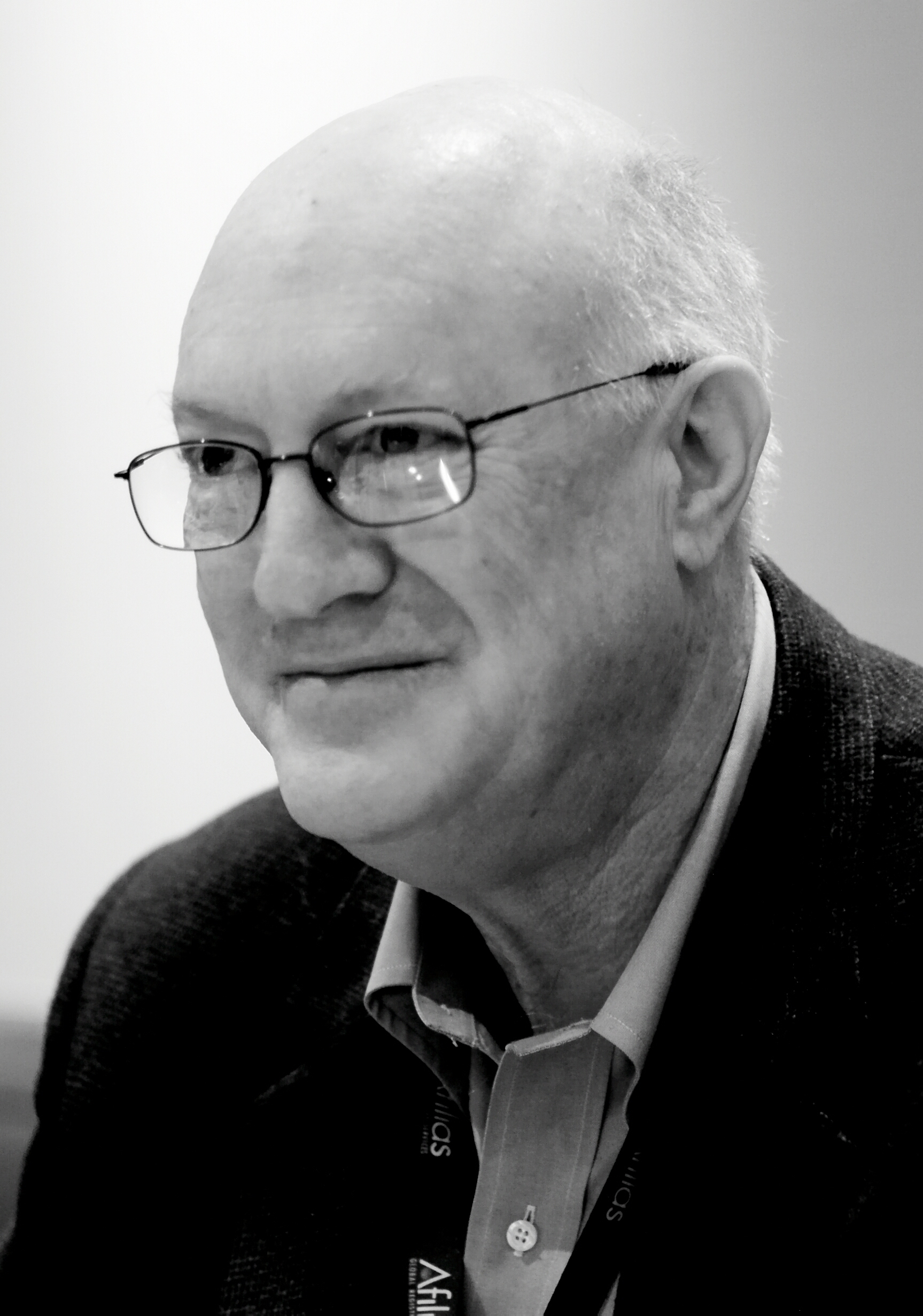
2007년 모습

스티브 크로커(Steve Crocker, 본명: Stephen D. Crocker, 1944년 10월 15일 ~ )는 미국의 인터넷 선구자이다. 1969년에 그는 ARPA "네트워크 실무 그룹"과 의견 요청 시리즈를 만들었다. 2011년부터 2017년까지 ICANN(인터넷주소관리기구) 이사회 의장을 역임했다.

## 수상
처음부터 인터넷 커뮤니티에서 일해 왔다. 크로커는 인터넷과 관련한 공로으로 2002년 IEEE 인터넷 어워드를 수상했다. 2012년에 크로커는 인터넷 협회에 의해 인터넷 명예의 전당에 입성했다.